# Julio Gavarone
Julio Alberto Gavarone Soto (Mercedes, Soriano, 23 de marzo de 1936) es un abogado y político uruguayo, quien se desempeñó como subsecretario (viceministro) del Ministerio de Ganadería, Agricultura y Pesca en 1994-1995. 

## Primeros años
Nació en Mercedes el 23 de marzo de 1936.
Cursó estudios en la Facultad de Derecho de la Universidad de la República, hasta obtener el título de abogado, prestando juramento en noviembre de 1971.
Se desempeñó como procurador en el Consejo Nacional de Subsistencias desde 1967.

## Junta Electoral de Soriano
En agosto de 1980 fue designado por el gobierno dictatorial de Aparicio Méndez, a propuesta de la Corte Electoral, como miembro de la Junta Electoral del departamento de Soriano.
En las elecciones de 1984 fue candidato a la misma Junta Electoral por la lista 5 del Partido Nacional, acompañando la fórmula presidencial Alberto Zumarán-Gonzalo Aguirre, la plancha a la Cámara de Senadores encabezada por Luis Alberto Lacalle y a la Cámara de Representantes liderada por Francisco Mario Ubillos,pero no resultó electo. 

## Diputado suplente
En las elecciones de 1989 figuró en el segundo puesto como candidato a la Cámara de Representantes por el sublema Todos por Soriano (listas 55, 904 y 904904) acompañando la candidatura presidencial de Lacalle.El sublema obtuvo el escaño alcanzado por el Partido Nacional en Soriano, siendo electo diputado para la XLIII Legislatura (1990-1995) el primer titular, Luis Alberto Andriolo. Gavarone ingresó a la Cámara de Representantes en varias ocasiones entre 1990 y 1993 para cubrir suplencias de Andriolo.
En las elecciones de 1994 fue candidato a la Cámara de Representantes por la lista 55, dentro del sublema Por un gobierno de unidad departamental, acompañando la fórmula presidencial Juan Andrés Ramírez-Juan Chiruchi.El sublema fue el más votado dentro del Partido Nacional, obteniendo 8.094 votos sobre un total de 20.734, pero la lista encabezada por Gavarone recogió solo 1.073 sufragios, siendo derrotada al interior del sublema por la candidatura de Luis Alberto Andriolo, que con las listas 71 y 7171 consiguió 2.151 votos y logró ser reelecto como diputado para la XLIV Legislatura (1995-2000).

## Subsecretario de Ganadería, Agricultura y Pesca
En setiembre de 1994, el presidente Luis Alberto Lacalle y su nuevo ministro de Ganadería, Agricultura y Pesca, Gonzalo Cibils, designaron a Gavarone como nuevo subsecretario de dicha cartera, sucediendo al propio Cibils.
Ocupó el cargo durante casi seis meses, hasta la finalización del período presidencial de Lacalle. 
Al asumir Julio María Sanguinetti su segundo mandato en marzo de 1995, Cibils y Gavarone fueron sucedidos como ministro y subsecretario del MGAP por Carlos Gasparri y Roberto Rodríguez Pioli respectivamente. 

## Otras actividades
Fue jugador, luego secretario y presidente del Club Atlético Praga de la ciudad de Mercedes, el que en agosto de 2023 le rindió homenaje designando con su nombre el frontón de la institución. 

## Vida personal
Es hijo de Alberto Mateo Gavarone y de Julia Soto.
Contrajo matrimonio en 1972 con Martha Susana Fígoli Gorla,actualmente fallecida, con quien tuvo un hijo, Alberto Andrés Gavarone Fígoli.